# Tala (Rússia)
Tala - Тала (rus) - és un poble al districte de Batagai. de la república de Sakhà (Rússia) que el 2018 tenia un habitant.